# Коготько, Александр Иванович
Александр Иванович Коготько (14 марта 1964, Сухлово, Осиповичский район, Могилевская область, Белорусская ССР) — белорусский шашист и шашечный композитор, тренер по мотоболу, судья по мотоболу и шашечной композиции, спортивный журналист. Пресс-секретарь сборной Белоруссии по мотоболу с 2002. Вице-чемпион мира по шашечной композиции в разделе проблемы-64. Чемпион Белоруссии по шашечной композиции в разделе миниатюры-64 (2003, 2011). Чемпион Белоруссии по решению шашечной композиции. Тренер бронзового призёра чемпионата Белоруссии по мотоболу команды «Автомобилист» (Пинск) (2011).
Международный гроссмейстер FMJD по шашечной композиции (2017). Мастер спорта Белорусси по шашечной композиции (2004), кандидат в мастера спорта по игре (1993). Международный судья FMJD по шашечной композиции. Судья высшей национальной категории по мотоболу (2015).
Ведущий отдела композиции в журнале «Горизонты шашек» (Украина), газете «Пинский вестник» (Беларусь, Пинск), «Провинциалка» (Беларусь, Пинск), «Варяг-пресс» (Беларусь, Пинск, 1999—2013), «Бабруйскае жыццё» (Беларусь, Бобруйск).
Занимается сбором и систематизацией информации по шашечной композиции в Беларуси и мотоболу в Европе.
Долгое время проживал в Пинске (1982—2013), работая на ОАО «Кузлитмаш» (1986—1991, 2012—2013). Сейчас проживает в городе Бобруйске.

## Оценка коллег
Петр Лебедев, заместитель председателя Центрального совета ДОСААФ Беларуси о книге «Мотобол: страницы истории» — «первое издание, в котором предпринята попытка рассказать о развитии мотобола как в мире, так и в Беларуси».
Александр Ляховский, шашечно-шахматный журналист, организатор соревнований по шашкам и шашечной композиции, судья и пр.: "Его заслуга — в возрождении жанра миниатюры. Благодаря его поискам доказано, что при малой численности шашек (в миниатюрах до 6) можно создать изумительные по красоте позиции. " (газ. «Мінская праўда» (Минская Правда), 23 сентября 2010 года, С.16)

## Спортивные достижения
Мотобол
Тренер команды «Автомобилист» (Пинск)(2011—2012). 3-е место в чемпионате Беларуси 2011, молодёжный состав — чемпион Беларуси 2011.
Шашечная композиция
Серебряный призёр первого личного чемпионата мира по проблемам в русские шашки (64-PWCP-I) (2011—2012).
Чемпион Беларуси 2003, 2011 годов (миниатюры-64), серебряный призёр 2003 года (проблемы-64), 2008 года (проблемы-100), 2017 года (миниатюры — 64). Чемпион Минской области 2003 года (миниатюры-64). Многократный призёр и победитель других чемпионатов и конкурсов по составлению шашечных миниатюр.
Из интервью:
«Мое увлечение шашками началось с газеты „Камуніст“ (Бобруйск), в которой ш/отдел вел Натан Борисович Городецкий. Дальше — больше. Участие и победы в газетах республиканского уровня. Школа А. В. Рокитницкого со временем дала свои плоды. В 1987 году в возрасте 23 лет я опубликовал свои первые „опусы“».
В 1991 году стартовал в чемпионатах Беларуси (11-е место из 14). В 1993 г. занял 6 место. Шесть лет не принимал участие в шашечной движении.
Из интервью: «с 1999 года пошел настоящий отсчет шашечного времени. Я стал вести шашечный отдел в газете „Варяг-пресс“, затем в 2001 году был организован и проведен первый конкурс, и так из года в год».

## Организатор
Организовал конкурсы газеты «Варяг-Пресс» (Пинск) 2001—2010 годов, чемпионаты Пинска 2004, 2009—2013 годов, «Жемчужина Полесья», «Ятвызь» и ряд других.